# Vuelo 527 de Lufthansa Cargo
El vuelo 527 de Lufthansa Cargo fue un vuelo de carga programado en la ruta Río de Janeiro en Brasil a Dakar, la capital de Senegal. El 26 de julio de 1979, poco después de despegar de Río, el Boeing 707 cayó en una pendiente y se estrelló. Los tres miembros de la tripulación, formados por el capitán, el primer oficial y un ingeniero de vuelo, murieron; no hubo sobrevivientes. La causa principal del accidente fue que los controladores de tráfico aéreo no prestaron la atención necesaria a cada avión y no aseguraron la atención necesaria al terreno elevado.

## Accidente
El avión era una variante de carga del Boeing 707 (707-330C). El vuelo 527 despegó del Aeropuerto Internacional de Río de Janeiro/Galeão a las 21:27 UTC. El control de tráfico aéreo (ATC) le indicó que ascendiera a 2000 pies (609,6 m) y que girara hacia la gama omnidireccional VHF (VOR) de Caxias. El control de aproximación solicitó al piloto que aumentara la velocidad. La tripulación aumentó la velocidad del avión a 304 nudos (563 km/h; 350 mph) según la instrucción, a pesar de que la velocidad máxima es de 250 nudos (460 km/h; 290 mph) cuando la altitud sea inferior a 10 000 pies (3048,0 m). Después de comunicar las instrucciones, el controlador que monitoreaba el vuelo 527 se centró en otros vuelos cerca de Río y no se percató del exceso de velocidad del vuelo 527.
Cuando el controlador reanudó las comunicaciones con el vuelo 527, observó que la aeronave se encontraba más al norte de lo previsto, debido a la alta velocidad que mantenía. Entonces se comunicó por radio con la tripulación: "Lufthansa, gire a la derecha rumbo 140, inmediatamente. Cambio. Lufthansa 527, gire a la derecha rumbo 140 y ascienda sin restricciones". La tripulación respondió: "Recibido, saliendo de 2 mil, LH 527, girando a la derecha rumbo 140".
Poco después de esta transmisión, el sistema de advertencia de proximidad al suelo (GPWS) se activó. A las 21:32 UTC la aeronave impactó en el aire con un grupo de árboles y se estrelló contra una montaña, dejando un rastro de escombros de 800 metros (2624,7 pies) de largo. 

## Investigación
Se descubrió que la causa principal fue que los controladores de tráfico aéreo brasileños no prestaron la atención necesaria a cada avión y, por lo tanto, escalonaron los aviones entre sí y aseguraron las distancias necesarias hasta el terreno elevado.
La velocidad excesivamente alta del Boeing 707 se debió tanto a instrucciones y controles incorrectos por parte del controlador como a que la tripulación aceptó pasivamente las instrucciones peligrosas. Normalmente, la autorización incluye una ruta de salida hasta el llamado límite de autorización, hasta el cual el avión puede volar como máximo. Incluso cuando los pilotos preguntaron, el control del tráfico aéreo solo dio una respuesta poco clara. En la autorización para LH527 faltaba esta información, por lo que la tripulación continuó volando con el rumbo establecido en lugar de pedir nuevas instrucciones al control de tráfico aéreo. Durante casi los últimos dos minutos, no hubo comunicación entre el LH527 y el control de tráfico aéreo.